# توم أوبراين (لاعب كرة قدم أسترالية)
توم أوبراين (بالإنجليزية: Tom O'Brien)‏ هو لاعب كرة قدم أسترالية أسترالي، ولد في 13 أبريل 1904، وتوفي في 3 مارس 1983.

## وصلات خارجية
- توم أوبراين على موقع AustralianFootball.com (الإنجليزية)
- توم أوبراين على موقع AFLtables.com (الإنجليزية)